# Museo Gran Mariscal de Ayacucho
El Museo Gran Mariscal de Ayacucho es un museo situado en Cumaná (Venezuela) que tiene por misión destacar la vida y obra de Antonio José de Sucre, a través de la promoción y difusión de todos los aspectos relacionados con el militar venezolano.

## Historia
El edificio fue construido en 1945 como sede del consejo municipal en ocasión del 150 aniversario del nacimiento de [Antonio José de Sucre]; por decreto presidencial del general Isaías Medina Angarita. Fue diseñado por el arquitecto Luis Yáñez y construido por Torcuato Yáñez. Concretamente está situado en la avenida Humbolt, junto al río Manzanares, con el nombre de Seo-Museo Antonio José de Sucre «Gran Mariscal de Ayacucho».
En 1974 fue creado el museo, en conmemoración de los 150 años de la batalla de Ayacucho, por iniciativa de la Zenaida Varela, Lucas Arias y José Mercedes Gómez. Fue a partir de entonces que el municipio de Cumaná cedió el espacio para uso cultural.
Actualmente, el museo es una fundación que cuenta con el asesoramiento y apoyo del Estado de Sucre, creada por el gobernador Ramón Martínez Abdenur a raíz del bicentenario del nacimiento de Sucre, y presidida actualmente por la Reina Uzcátegui de González. Más allá de destacar la obra política de Antonio José de Sucre, también se puede disfrutar de la de otros héroes de carácter regional, nacional e internacional ligados a las luchas sociales y políticas de los siglos XVIII y XIX.

## Colección
La colección comprende muebles antiguos, uniformes, óleos de su pertenencia, armas antiguas, fotografías y otros objetos ligados a su vida.
En la planta baja está expuesto un pendón español de seda de 1533. También en esta planta se puede apreciar una tela tejida con hilos de oro y plata entregada a Sucre y que este donó al ayuntamiento de Cumaná.
La exposición permanente de más de un centenar procedentes de donaciones se hallan la sala Mariana Carcelén y Larrea de Sucre (esposa de Sucre).